# Heterogonium giganteum
Heterogonium giganteum är en ormbunkeart som först beskrevs av Bl., och fick sitt nu gällande namn av Holtt. Heterogonium giganteum ingår i släktet Heterogonium och familjen Tectariaceae. Inga underarter finns listade.